# Уютное (Нижнегорский район)
Ую́тное (до 1948 года Тотана́й; укр. Уютне, крымскотат. Totanay, Тотанай) — село в Нижнегорском районе Республики Крым, входит в состав Михайловского сельского поселения (согласно административно-территориальному делению Украины — Михайловского сельского совета Автономной Республики Крым).

## Население
| 2001 | 2014 |
| ---- | ---- |
| 632  | ↘423 |

Всеукраинская перепись 2001 года показала следующее распределение по носителям языка
| Язык       | Процент |
| ---------- | ------- |
| русский    | 94.15   |
| украинский | 5.85    |

### Динамика численности
| - 1805 год — 36 чел. - 1864 год — 56 чел. - 1886 год — 82 чел. - 1889 год — 124 чел. - 1892 год — 171 чел. - 1900 год — 134 чел. - 1905 год — 163 чел. - 1911 год — 227 чел. | - 1915 год — 287/71 чел. - 1926 год — 254 чел. - 1931 год — 310 чел. - 1939 год — 362 чел. - 1989 год — 621 чел. - 2001 год — 632 чел. - 2009 год — 582 чел. - 2014 год — 423 чел. |

## Современное состояние
На 2017 год в Уютном числится 3 улицы: Гагарина, Первомайская и Юбилейная; на 2009 год, по данным сельсовета, село занимало площадь 62,8 гектара на которой, в 200 дворах, проживало 582 человека. В селе действует фельдшерско-акушерский пункт

## География
Уютное — село на западе района в степном Крыму, у стыка границ Красногвардейского и Джанкойского районов, высота центра села над уровнем моря — 30 м. Соседние сёла: Михайловка в 2,5 км на восток, Владиславовка в 4,5 км на юг и Заря Красногвардейского района в 4,5 км на запад. Расстояние до райцентра — около 16 километров (по шоссе), ближайшая железнодорожная станция — платформа 30 км (в селе Михайловка, на линии Джанкой — Феодосия) — примерно в 3,5 километрах. Транспортное сообщение осуществляется по региональной автодороге 35Н-384 Уютное — Зоркино — Чкалово (по украинской классификации — С-0-10928).

## История
Первое документальное упоминание села встречается в Камеральном Описании Крыма… 1784 года, судя по которому, в последний период Крымского ханства Тотанай входил в Насывский кадылык Карасъбазарскаго каймаканства. После присоединения Крыма к России (8) 19 апреля 1783 года, (8) 19 февраля 1784 года, именным указом Екатерины II сенату, на территории бывшего Крымского Ханства была образована Таврическая область и деревня была приписана к Перекопскому уезду. После Павловских реформ, с 1796 по 1802 год, входила в Перекопский уезд Новороссийской губернии. По новому административному делению, после создания 8 (20) октября 1802 года Таврической губернии, Тотанай был включён в состав Таганашминской волости Перекопского уезда.
Согласно Ведомости о всех селениях, в Перекопском уезде состоящих с показанием в которой волости сколько числом дворов и душ… от 21 октября 1805 года, в деревне Тотанай в 6 дворах проживало 36 крымских татар. На военно-топографической карте генерал-майора С. А. Мухина 1817 года деревня Тотонай обозначена с 8 дворами. После реформы волостного деления 1829 года Тотонай, согласно «Ведомости о казённых волостях Таврической губернии 1829 года», отнесли к Башкирицкой волости (переименованной из Таганашминской). На карте 1836 года в деревне 6 дворов, а на карте 1842 года Тотанай обозначен условным знаком «малая деревня», то есть, менее 5 дворов.
В 1860-х годах, после земской реформы Александра II, деревню включили в состав Владиславской волости. Согласно «Памятной книжке Таврической губернии за 1867 год», деревни Джоллу и Тотанай были покинуты жителями в 1860—1864 годах, в результате эмиграции крымских татар, особенно массовой после Крымской войны 1853—1856 годов, в Турцию и заселены немцами колонистами под названием Аннефельд. По энциклопедическому словарю Немцы России лютеранское село было основано в 1860 году, на 3775 десятинах земли. В «Списке населённых мест Таврической губернии по сведениям 1864 года», составленном по результатам VIII ревизии 1864 года, Тотанай также записан вместе с Джоллу, как общинная деревня немецких колонистов Анненфельд с 19 дворами, 56 жителями и мечетью при колодцах и примечанием, что На военно-топографической карте состоит из 2-х участков. По обследованиям профессора А. Н. Козловского начала 1860-х годов, в селении вода в колодцах глубиной от 12—18 саженей (от 25 до 38 м) была солоноватая. На 1867 год в Эйгенфельде действовала школа, в которой немецким детям преподовали русский язык. На трёхверстовой карте Шуберта 1865—1876 года колония Ейгенфельд обозначена с 19 дворами. После утверждения 3 июля 1871 года Александром II Правила устройство поселян-собственников (бывших колонистов), деревню, уже как Эйгенфельд, включили в состав немецкой Эйгенфельдской волости. На 1886 год в немецкой колонии Эйгенфельд (Джолу-Тотаней), согласно справочнику «Волости и важнѣйшія селенія Европейской Россіи», проживало 82 человека в 20 домохозяйствах, имелся протестантский молитвенный дом, действовали школа и лавка. В «Памятной книге Таврической губернии 1889 года», по результатам Х ревизии 1887 года, в деревне Эйгенфельд числилось 20 дворов и 124 жителя.
После земской реформы 1890-х годов Тотанай определили центром Тотанайской волости. По «…Памятной книжке Таврической губернии на 1892 год» в селе Тотанай, составлявшем Тотанайское сельское общество, числился 171 житель в 25 домохозяйствах. Согласно «…Памятной книжке Таврической губернии на 1900 год», в Тотанае числилось 134 жителей в 19 дворах (в 1905 году 163 человека, в 1911—227). По Статистическому справочнику Таврической губернии. Ч.II-я. Статистический очерк, выпуск пятый Перекопский уезд, 1915 год, в деревне Тотанай Тотанайской волости Перекопского уезда числилось 30 дворов (25 дворов с землёй, 5 — безземельные) с немецким населением в количестве 287 человек приписных жителей и 71 «посторонних», из которых 185 мужчин и 173 женщины. Жители владели 3786 десятинами удобной земли. В хозяйствах имелось 266 лошадей, 300 волов, 186 коров и 45 голов мелкого скота.
После установления в Крыму Советской власти, по постановлению Крымревкома от 8 января 1921 года № 206 «Об изменении административных границ» была упразднена волостная система, Перекопский уезд переименовали в Джанкойский, в составе которого был создан Джанкойский район. В 1922 году уезды преобразовали в округа. 11 октября 1923 года, согласно постановлению ВЦИК, в административное деление Крымской АССР были внесены изменения, в результате которых округа были отменены и Джанкойский район стал основной административной единицей и село включили в его состав. Согласно Списку населённых пунктов Крымской АССР по Всесоюзной переписи 17 декабря 1926 года, в селе Тотанай, центре Тотанайского сельсовета Джанкойского района, числился 51 двор, из них 50 крестьянских, население составляло 254 человека, из них 210 немцев, 24 русских, 15 украинцев, 5 евреев, действовала немецкая школа. Постановлением ВЦИК «О реорганизации сети районов Крымской АССР» от 30 октября 1930 года, был создан Биюк-Онларский район, как немецкий национальный и Тотанай присоединили к нему. В 1930 году в селе создана сельхозартель имени Н. К. Крупской, позже объединённая с соседними в одноимённый колхоз. Постановлением Президиума КрымЦИКа «Об образовании новой административной территориальной сети Крымской АССР» от 26 января 1935 года был создан Колайский район село, с населением на 1931 год 310 человек включили в его состав. Видимо, в ходе той же реорганизации был упразднён сельсовет, поскольку на 1940 год он уже не существовал. По данным всесоюзной переписи населения 1939 года в селе проживало 362 человека. Вскоре после начала Великой Отечественной войны, 18 августа 1941 года крымские немцы были выселены, сначала в Ставропольский край, а затем в Сибирь и северный Казахстан.
После освобождения Крыма от фашистов в апреле, 12 августа 1944 года было принято постановление № ГОКО-6372с «О переселении колхозников в районы Крыма» и в сентябре 1944 года в Азовский район Крыма приехали первые новоселы (162 семьи) из Житомирской области, а в начале 1950-х годов последовала вторая волна переселенцев из различных областей Украины. С 25 июня 1946 года Тотанай в составе Крымской области РСФСР Указом Президиума Верховного Совета РСФСР от 18 мая 1948 года, Тотанай переименовали в Уютное. 26 апреля 1954 года Крымская область была передана из состава РСФСР в состав УССР. Время включения Уютного в состав Новосельцевского сельсовета пока не установлено: на 15 июня 1960 года село уже в его составе.
Указом Президиума Верховного Совета УССР «Об укрупнении сельских районов Крымской области», от 30 декабря 1962 года Азовский район был упразднён и село вновь присоединили к Джанкойскому. 1 января 1965 года, указом Президиума ВС УССР «О внесении изменений в административное районирование УССР — по Крымской области», включили в состав Нижнегорского. Видимо, в тот же период село переподчинили Михайловскому сельсовету: на 1968 год оно уже в его составе. По данным переписи 1989 года в селе проживало 621 человек. С 12 февраля 1991 года село в восстановленной Крымской АССР, 26 февраля 1992 года переименованной в Автономную Республику Крым. С 21 марта 2014 года в составе Крыма аннексировано Россией.